# Rafał Omelko
Rafał Konrad Omelko (18 gennaio 1989) è un velocista polacco.

## Palmarès
| Anno | Manifestazione    | Sede           | Evento        | Risultato  | Prestazione | Note                          |
| ---- | ----------------- | -------------- | ------------- | ---------- | ----------- | ----------------------------- |
| 2008 | Mondiali juniores | Bydgoszcz      | 4×400 m       | 5º         | 3'08"65     |                               |
| 2010 | Europei           | Barcellona     | 400 m hs      | Batteria   | 52"24       |                               |
| 2011 | Europei under 23  | Ostrava        | 4×400 m       | Argento    | 3'03"62     |                               |
| 2013 | Europei indoor    | Göteborg       | 4×400 m       | Finale     | dq          |                               |
| 2013 | Universiadi       | Kazan'         | 400 m piani   | 4º         | 45"69       | Miglior prestazione personale |
| 2013 | Mondiali          | Mosca          | 4×400 m       | Batteria   | 3'01"73     |                               |
| 2014 | Mondiali indoor   | Sopot          | 400 m piani   | Semifinale | 46"94       |                               |
| 2014 | Mondiali indoor   | Sopot          | 4×400 m       | 4º         | 3'04"39     |                               |
| 2014 | World Relays      | Nassau         | 4×400 m       | Batteria   | 3'05"16     |                               |
| 2014 | Europei           | Zurigo         | 400 m piani   | Semifinale | 46"69       |                               |
| 2014 | Europei           | Zurigo         | 4×400 m       | Argento    | 2'59"85     |                               |
| 2015 | Europei indoor    | Praga          | 400 m piani   | Bronzo     | 46"26       | Miglior prestazione personale |
| 2015 | Europei indoor    | Praga          | 4×400 m       | Argento    | 3'02"97     | Record nazionale              |
| 2015 | World Relays      | Nassau         | 4×400 m       | 9º         | 3'03"23     |                               |
| 2015 | Universiadi       | Gwangju        | 400 m piani   | Semifinale | 46"62       |                               |
| 2015 | Universiadi       | Gwangju        | 4×400 m       | Bronzo     | 3'07"77     |                               |
| 2015 | Mondiali          | Pechino        | 4×400 m       | Batteria   | 3'00"72     |                               |
| 2016 | Europei           | Amsterdam      | 400 m piani   | 6º         | 45"67       |                               |
| 2016 | Europei           | Amsterdam      | 4×400 m       | Argento    | 3'01"18     |                               |
| 2016 | Giochi olimpici   | Rio de Janeiro | 400 m piani   | Semifinale | 45"28       |                               |
| 2016 | Giochi olimpici   | Rio de Janeiro | 4×400 m       | 7º         | 3'00"50     |                               |
| 2017 | Europei indoor    | Belgrado       | 400 m piani   | Argento    | 46"08       | Miglior prestazione personale |
| 2017 | Europei indoor    | Belgrado       | 4×400 m       | Oro        | 3'06"99     |                               |
| 2017 | World Relays      | Nassau         | 4×200 m       | Batteria   | 1'24"78     |                               |
| 2017 | World Relays      | Nassau         | 4×400 m       | 11º        | 3'07"89     |                               |
| 2017 | World Relays      | Nassau         | 4×400 m mista | 4º         | 3'22"26     |                               |
| 2017 | Mondiali          | Londra         | 400 m piani   | Semifinale | 45"37       |                               |
| 2017 | Mondiali          | Londra         | 4×400 m       | 7º         | 3'01"59     |                               |
| 2017 | Universiadi       | Taipei         | 400 m piani   | Bronzo     | 45"56       |                               |
| 2017 | Universiadi       | Taipei         | 4×400 m       | Batteria   | dnf         |                               |
| 2018 | Mondiali indoor   | Birmingham     | 400 m piani   | Semifinale | 46"39       |                               |
| 2018 | Mondiali indoor   | Birmingham     | 4×400 m       | Oro        | 3'01"77     | Record mondiale               |
| 2018 | Europei           | Berlino        | 4×400 m       | 5º         | 3'02"27     |                               |
| 2019 | Europei indoor    | Glasgow        | 4×400 m       | 4º         | 3'08"40     |                               |
| 2019 | Mondiali          | Doha           | 4×400 m mista | 5º         | 3'12"33     | Record nazionale              |

## Altre competizioni internazionali
2019
- Campionati europei a squadre di atletica leggera ( Bydgoszcz)